# Rue de Louvois
Rue de Louvois je ulice v Paříži. Nachází se ve 2. obvodu.

## Poloha
Ulice vede od křižovatky s Rue de Richelieu a končí u Rue Sainte-Anne.

## Historie
Ulice byla zřízena a pojmenována na základě dekretu z 30. dubna 1784. François Michel Le Tellier de Louvois (1641–1691), po němž byla ulice pojmenována, zde vlastnil palác, zbořený v roce 1784. Ulice byla po Rue de l'Odéon druhou ulicí v Paříži, ve které byly zřízeny chodníky.

## Významné stavby a pamětihodnosti
- Square Louvois a Louvoisova fontána
- Théâtre Louvois – zaniklé divadlo